# Challenger de Little Rock
El Little Rock Challenger es un torneo profesional de tenis. Pertenece al ATP Challenger Tour. Se juega desde el año 2019 sobre pistas de dura, en Little Rock, Estados Unidos.

## Palmarés

### Individuales
| Año  | Campeón          | Finalista       | Resultado      |
| ---- | ---------------- | --------------- | -------------- |
| 2019 | Dudi Sela        | Duck-hee Lee    | 6-1, 4-3, ret. |
| 2020 | No Celebrado     | No Celebrado    | No Celebrado   |
| 2021 | Jack Sock        | Emilio Gómez    | 7-5, 6-4       |
| 2022 | Jason Kubler     | Tung-lin Wu     | 6-0, 6-2       |
| 2023 | Mark Lajal       | Beibit Zhukayev | 6-4, 7-5       |
| 2024 | Mitchell Krueger | Yuta Shimizu    | 6-3, 6-4       |

### Dobles
| Año  | Campeones                           | Finalistas                                    | Resultado         |
| ---- | ----------------------------------- | --------------------------------------------- | ----------------- |
| 2019 | Matías Franco Descotte Orlando Luz  | Treat Huey Max Schnur                         | 7-5, 1-6, [12-10] |
| 2020 | No Celebrado                        | No Celebrado                                  | No Celebrado      |
| 2021 | Nicolás Barrientos Ernesto Escobedo | Christopher Eubanks Roberto Quiroz            | 4–6, 6–3, [10–5]  |
| 2022 | Andrew Harris Christian Harrison    | Robert Galloway Max Schnur                    | 6–3, 6–4          |
| 2023 | Nam Ji-sung Artem Sitak             | Alexis Galarneau Nicolas Moreno de Alboran    | 6–4, 6–4          |
| 2024 | Liam Draxl Benjamin Sigouin         | Rithvik Choudary Bollipalli Hans Hach Verdugo | 6–4, 3–6, [10–7]  |